# Stary Kornin (gromada)
Stary Kornin – dawna gromada, czyli najmniejsza jednostka podziału terytorialnego Polskiej Rzeczypospolitej Ludowej w latach 1954–1972.
Gromady, z gromadzkimi radami narodowymi (GRN) jako organami władzy najniższego stopnia na wsi, funkcjonowały od reformy reorganizującej administrację wiejską przeprowadzonej jesienią 1954 do momentu ich zniesienia z dniem 1 stycznia 1973, tym samym wypierając organizację gminną w latach 1954–1972.
Gromadę Stary Kornin z siedzibą GRN w Starym Korninie utworzono – jako jedną z 8759 gromad – w powiecie hajnowskim w woj. białostockim, na mocy uchwały nr 16/V WRN w Białymstoku z dnia 4 października 1954. W skład jednostki weszły obszary dotychczasowych gromad Mochnata, Stary Berezów i Stary Kornin ze zniesionej gminy Czyże w tymże powiecie, Jagodniki i Korycisk ze zniesionej gminy Dubicze Cerkiewne w tymże powiecie, oraz Morze ze zniesionej gminy Orla w powiecie bielskim. Dla gromady ustalono 21 członków gromadzkiej rady narodowej.
Gromadę Stary Kornin zniesiono 1 stycznia 1972, a jej obszar włączono do gromad Czyże (wsie Staroberezowo, Mochnate i Morze), Dubicze Cerkiewne (wsie Koryciski i Stary Kornin) oraz Orzeszkowo (wieś Jagodniki).